# Gran Premio Hydraulika Mikolasek
El Gran Premio Hydraulika Mikolasek (oficialmente: Grand Prix Hydraulika Mikolasek) fue una carrera ciclista que se disputaba en Eslovaquia, a finales del mes de mayo.
Se comenzó a disputar en 2005 integrada en el UCI Europe Tour, dentro de la categoría 1.2 (última categoría del profesionalismo). Su última edición fue la de 2010. 
Se corría sobre una distancia de 165 km.

## Palmarés
| Año  | Ganador         | Segundo               | Tercero         |
| ---- | --------------- | --------------------- | --------------- |
| 2005 | Andrey Mizourov | Aleksandr Dyachenko   | Andrej Omulec   |
| 2006 | Jure Golčer     | Radosław Romanik      | Radoslav Rogina |
| 2007 | Marcin Sapa     | Grzegorz Zoledziowski | Kristjan Fajt   |
| 2008 | Péter Kusztor   | Davide D'Angelo       | Dominik Nerz    |
| 2009 | anulada         |                       |                 |
| 2010 | Alois Kaňkovský | Petr Benčík           | Pavol Polievka  |

## Palmarés por países
| País            | Victorias |
| --------------- | --------- |
| Kazajistán      | 1         |
| Hungría         | 1         |
| Polonia         | 1         |
| Eslovenia       | 1         |
| República Checa | 1         |